# Jättecellsarterit
Jättecellsarterit, även temporalisarterit och Hortons arterit, är en granulomatös inflammation som drabbar aorta (stora kroppspulsådern) och dess huvudgrenar. Ofta drabbar den arteria temporalis. Patienter som har denna sjukdomen är ofta diagnostiserade med polymyalgia rheumatica och är över 50 år gamla.

## Kliniska manifestationer
- Ytligt belägen huvudvärk, ibland lokaliserad till hårbotten.
- Skalpömhet
- Ömmande och svullen temporalartär, där pulsen i vissa fall inte kan palperas.
- Subfebrilitet
- Förhöjd sänka (SR)
- Ökad uttröttbarhet av tuggmuskulaturen.
- Smärtor vid tuggning(tuggclaudicatio)

## Diagnostik
För att bekräfta diagnosen vid misstänkt jättecellsarterit så tar man en biopsi av temporalisartären för histologisk analys. Man kan även göra ett ultraljud av temporalisartären. 

## Komplikationer
Om arteria ophthalmica är drabbad finns risk för ischemi i synnerven vilket i sin tur kan leda till synfältsbortfall och senare total synsförlust.

## Behandling
Högdos av kortikosteroider, som därefter kan trappas ut över ca 1-2 år. 